# Adinolepis mathesonae
Adinolepis mathesonae är en skalbaggsart som först beskrevs av Arturs Neboiss 1960.  Adinolepis mathesonae ingår i släktet Adinolepis och familjen Cupedidae. Inga underarter finns listade i Catalogue of Life.